# Региональный совет обороны Арагона
Региональный совет обороны Арагона (исп. Consejo Regional de Defensa de Aragón; араг. Consello Rechional d’Esfensa d’Aragón) — административная единица, созданная Национальной конфедерацией труда в контексте Испанской революции во время гражданской войны. До своего роспуска РСОА контролировала и управляла восточной половиной Арагона. Его экономика была основана на сообществах, производительном двигателе региона, а также на обмене между ними и другими регионами. Цены на товары контролировались, а инфляции удавалось избежать.
Совет Арагона был первым автономным правительством Арагона с 1707 года, став самостоятельным правительством в рамках Второй Испанской республики. На первом этапе (октябрь-декабрь 1936 г.) он был создан анархистами-членами НКТ, в котором в конечном итоге были представлены все антифашистские силы Народного фронта с декабря 1936 г. до его роспуска. Его жизнь была эфемерной, поскольку его деятельность продолжалась менее года, пока он не был распущен республиканскими властями под давлением Коммунистической партии Испании в августе 1937 года. За короткий период его существования были проведены прогрессивные и революционные экономические и социальные мероприятия. место, поддерживая и расширяя права и возможности сообществ в то же время, когда они боролись за победу над врагом.

## История

### Истоки и создание
Истоки Регионального совета обороны Арагона по большей части восходят к анархо-синдикалистским традициям арагонского крестьянства и влиянию, которым НКТ пользовалась на этой территории. Революционная ситуация, сложившаяся в Арагоне, произошла до прибытия колонн ополченцев из Каталонии и Валенсии. Прибытие колонн ополченцев из Каталонии имело решающее значение, когда дело касалось защиты достигнутых побед, учитывая, что рабочие ополчения захватили власть и внедряли социальную революцию, которая не разрушила республиканское государство, но заняла вакуум власти, созданный военными. восстание вызвало. Мадридское правительство Второй Испанской республики и каталонское правительство не имели большого влияния в Арагоне.
После военного переворота в октябре 1936 г. с севера на юг Арагона была установлена разделительная линия, обозначившая «Арагонский фронт»; западная сторона была оккупирована фашистами, а восточная — республиканцами и анархистами. В областях, которые теоретически оставались под юрисдикцией Республики, власть действительно имела ополченцы, защищавшие революционные комитеты, почти все они состояли из анархистов, работавших вне республиканского государства.
6 октября 1936 г. в штаб-квартире Колонны Дуррути в Бухаралозе состоялось внеочередное пленарное заседание профсоюзов и колонн Регионального комитета Арагона, Риохи и Наварры Национальной конфедерации труда (НКТ). В дополнение к 174 представителям профсоюзов CNT из 139 арагонских городов, Национального комитета CNT и различных конфедеративных колонн (колонна Дуррути, красная и чёрная колонна, колонна Лос-Агилучос ФАИ и колонна Карода-Феррера) и многочисленные члены Каталонии CNT присутствовали видные представители колонн, такие как Буэнавентура Дуррути, Грегорио Ховер, Антонио Ортис, Кристобаль Альвальдетреку и Хулиан Мерино. Созыв этой важной встречи был сделан Франсиско Карреньо, Пабло Руисом и Хулианом Мерино. Пленарное заседание обсудило предлагаемое сотрудничество с республиканскими органами управления, постановив создать в рамках республиканских правительств региональные советы обороны, федеративно связанные с Национальным советом обороны, в соответствии с директивами, предложенными 15 сентября 1936 г. Национальное пленарное заседание CNT. Пленум согласился на создание Регионального совета обороны Арагона. Сюда входило около 450 сельских общин, почти все из которых находились в ведении CNT, и только 20 — в ведении UGT. Такое положение не очень нравилось республиканским властям и Женералитату, но в то время они были вынуждены смириться с этим.
Региональный совет обороны базировался в Каспе и оттуда формировал основную силу революционного Арагона. Их лидеры вскоре заявили, что сельский Арагон стал «испанской Украиной» и что они не позволят марксистскому милитаризму захлестнуть себя, как это произошло с русским анархизмом в 1921 году. Региональный совет обороны Арагона был одним из самых видных и влиятельных анархистских советов.

### Эфемерная жизнь
Несмотря на свое революционное происхождение, РСОА был первоначально признан 6 октября постановлением правительства. Он провел свое первое официальное собрание 15 октября того же года, на котором Хоакин Аскасо, член НКТ и двоюродный брат Франсиско Аскасо, был избран президентом Совета. Хотя он не был окончательно узаконен и регламентирован республиканским правительством до 23 декабря 1936 г. при условии, что в аппарате Совета будут представлены другие члены Народного фронта. С января 1937 года революционный характер Совета будет постепенно уменьшаться под давлением членов правительственной коалиции, присутствие и количество которых постепенно увеличивается. Например, в январе начальные школы (организованные анархо-синдикалистскими комиссиями) вернулись под контроль правительства.
Аскасо получил официальное назначение правительственным делегатом 19 января 1937 года. В середине февраля 1937 года в Каспе прошел конгресс, на котором присутствовало 500 делегатов, представляющих 80 000 коллективистов из либертарианского Арагона, с целью создания региональной федерации коллективов.
Цифры по хозяйственному ведению анархистских сообществ оценить сложно, так как большинство отчетов тенденциозны по идеологическим интересам и симпатиям. Консервативный историк Хью Томас утверждает, что добыча угля на шахтах Утриллас достигла лишь одной десятой довоенного уровня. С другой стороны, в документальном фильме «Жить в утопии» собраны свидетельства и данные, подтверждающие, что во многих общинах производство увеличилось. Хотя многие коллективы имели успех как социальные сообщества, для коммунистов их вклад в войну оставлял желать лучшего. Республиканское правительство уже пыталось наладить скоординированные действия в этом отношении, учитывая потребности военной промышленности. В начале лета 1937 г., после Первомая, началось изъятие продовольственных грузовиков у общин карабинерами республиканского правительства.

### Расформирование
Независимость, с которой действовал областной совет, всегда раздражала республиканские власти. Таким образом, восстановив контроль над Каталонией, испанское республиканское правительство при поддержке республиканского, социалистического и коммунистического секторов было решительно настроено распустить это арагонское образование. Наконец, 4 августа министр национальной обороны Индалесио Прието приказал Испанской республиканской армии вмешаться, и 11-я дивизия во главе с Энрике Листером была отправлена в Арагон, официально распустив Арагонский совет (Consejo de Aragón) 10 августа.
Роспуск был осуществлен путем военного вмешательства, которое захватило город Каспе врасплох, чтобы избежать реакции. Местная федерация профсоюзов CNT подверглась нападению, и войска Листера разрушили часть города во время вторжения. Танки и артиллерия были сосредоточены на выходе из города. Были столкновения, есть жертвы. Хоакин Аскасо и анархистские члены CRDA были арестованы по нескольким обвинениям (в том числе по контрабанде драгоценностей). Ещё 700 анархистов были арестованы в остальной части Арагона.
После роспуска Совета и ареста Аскасо правительство назначило Хосе Игнасио Мантекон генерал-губернатором для управления республиканской территорией в трех арагонских провинциях. Таким образом, Мантекон, бывший член Совета и левый республиканец, взял на себя верховную власть над республиканским Арагоном. Крестьяне, которым удалось остаться вне колхозов, отвоевали многие из них силой, приватизировав и перераспределив все имевшееся у них продовольствие и инвентарь. Офисы Регионального комитета НКТ были оккупированы, а их файлы и записи были конфискованы республиканскими властями. Тем временем коммунистические воинские части заняли различные коллективы долины Эбро и верхнего Арагона. Со своей стороны, лидеры CNT приложили все усилия, чтобы предотвратить казни анархистов, но в конце концов приняли роспуск «Арагонского совета» как факт. Впоследствии, когда урожайность начала падать, некоторые распавшиеся коллективы были восстановлены, не сделав их тем, чем они были во времена либертарианской мечты. Между тем, многие анархисты до конца войны находились в тюрьмах или концлагерях под республиканским контролем.

## Структура
Согласно бюллетеню CRDA № 12 от 21 декабря 1936 г., состав совета был следующим:
- Президент — Хоакин Аскасо (CNT)
- Общественный порядок — Адольфо Баллано (CNT)
- Информация и пропаганда — Эваристо Виньюалес Ларрой (CNT)
- Сельское хозяйство — Адольфо Арналь (CNT)
- Работа — Мигель Чуэка Куартеро (CNT)
- Транспорт и связь — Луис Монтолиу Саладо (CNT)
- Экономика и расходные материалы — Эвелио Мартинес (CNT)
- Судья Хосе — Игнасио Мантекон (IR)
- Финансы — Хесус Грасия (IR)
- Культура — Мануэль Латорре (UGT)
- Общественные работы — Хосе Руис Борао (UGT)
- Здравоохранение и социальная помощь — Хосе Дуке (PCE)
- Промышленность и торговля — Кустодио Пеньяроча (PCE)
- Генеральный секретарь — Бенито Пабон (PS)